# Tworzenie hipoksji w guzach nowotworowych

## Przyczyny powstawania hipoksji w guzach litych
Na powstanie hipoksji w guzie nowotworowym składa się wiele czynników. Spotykamy się tu z obniżonym stężeniem tlenu w naczyniach, zaburzeniami w krążeniu krwi oraz obniżoną zawartością krwinek czerwonych będących nośnikami tlenu. Guzy nowotworowe charakteryzują się nietypowym unaczynieniem, które znacząco wpływa na transport tlenu. Obserwujemy w nich stosunkowo niską gęstość unaczynienia oraz ubogą sieć tętniczek, w porównaniu do tkanek prawidłowych.  Naczynia rozmieszczone są chaotycznie, bez odpowiedniego uporządkowania, przez co transport krwi jest mniej wydajny. Erytrocyty rozmieszczone nierównomiernie warunkują niestabilny przepływ krwi, a zwiększona lepkość krwi powoduje obniżenie szybkości przepływu. W naczyniach guzów litych występują duże gradienty podłużne ciśnienia parcjalnego tlenu wzdłuż naczyń oraz można u nich zaobserwować dodatkowe naczynia oboczne pomiędzy tętnicami i żyłami. Powodują one, że krew utlenowana omija niektóre obszary guza. Dodatkowo w guzach nowotworowych dochodzi do zaburzenia równowagi w dostarczaniu i konsumpcji tlenu spowodowanej przez intensywny metabolizm i proliferację komórek nowotworowych. Zwiększenie konsumpcji tlenu w guzach nowotworowych, przy jednoczesnym zaburzeniu w dostawie tlenu, prowadzi do powstawania obszarów hipoksycznych. W przeciwieństwie do tkanek prawidłowych, w nowotworach zaburzony jest proces korygowania równowagi bilansu tlenowego. Mechanizmy mające na celu zwalczenie hipoksji, tj. rozszerzenie naczyń krwionośnych, zwiększenie dysocjacji tlenu od hemoglobiny, są mniej wydajne lub nie funkcjonują wcale. Z tego powodu obszary hipoksyczne w tkankach nowotworowych nie są w stanie być zredukowane. Przyjmuje się, że obszar hipoksyczny w guzie można zaobserwować w odległości ok. 100µm od naczynia. Należy jednak pamiętać, iż hipoksja nie zawsze jest ciągła i długotrwała, ale może też występować cyklicznie i zmieniać się w czasie. Takie zjawisko może być spowodowane przez zaburzenia w przepływie krwi oraz fluktuacje erytrocytów.

## Frakcja hipoksyczna (HF)
Pojęciem frakcji hipoksycznej (HF) opisuje się obszary w guzach litych, w których ułamek wartości ciśnienia parcjalnego tlenu wynosi mniej niż wartość progowa. W zależności od tkanki którą jest badana, wartość progowa tlenu może się wahać od 2,5 mm Hg do 10 mm Hg. Gdy zatem stwierdza się, że pewien nowotwór posiada frakcję hipoksyczną 10 o wartości 10% (HF 10 = 10%), oznacza to, że w 10% objętości guza występuje stężenie tlenu poniżej 10 mm Hg. Przypuszcza się, że około 50-60% guzów litych posiada obszary hipoksyczne. Ich rozmieszczenie jest nierównomierne, a rozmiar HF nie zależy ani od wielkości guza, ani od stopnia zaawansowania jego rozwoju. Do najbardziej hipoksycznych nowotworów zalicza się raka szyjki macicy, prostaty, trzustki oraz glejaki. W nomenklaturze klinicznej istnieje określenie hipoksji radiobiologicznej, w której wartość progowa ciśnienia parcjalnego tlenu wynosi <10 mm Hg. Zaobserwowano, iż guzy nowotworowe w których ciśnienie tlenu było poniżej wartości progowej, wykazywały znaczną radiooporność w porównaniu do nowotworów, u których poziom tlenu był wyższy. Przypuszcza się zatem, że hipoksja ma działanie protekcyjne na tkanki nowotworowe.

## Rozmieszczenie przestrzenne hipoksji w guzach
Rozmieszczenie obszarów hipoksycznych w guzach litych jest heterogenne i zmienia się w czasie. Rozrzuty w pomiarach ciśnienia tlenu występują zarówno w obrębie pojedynczego guza, jak i między osobnikami oraz nie korelują one z wartościami frakcji hipoksycznej. Świadczy to zatem o tym, iż zjawisko hipoksji w guzach litych jest niezmiernie dynamiczne i potrafi się zmieniać w czasie oraz w przestrzeni.